# هیو دهم لوسیانان
هیو پنجم لوسیانان (انگلیسی: Hugh X of Lusignan; c. ١١٨٣ – ۱۲۴۹ (۶۵−۶۶ سال)/۱۲۴۹ (۵۳−۵۴ سال)) کُنت اهل فرانسه بود.